# Кленк, Конрад
Конрад Кленк (нидерл. Coenraad van Klenck, 13 апреля 1628, Амстердам — 27 октября 1691, Амстердам) — голландский купец, в 1675 году посланный Генеральными штатами и Вильгельмом Оранским к царю Алексею Михайловичу для заключения оборонительного и наступательного союза.
Кленк был в Москве во время смерти Алексея Михайловича, после чего вёл переговоры с советниками Фёдора Алексеевича. Не достигнув прямой цели своего посольства, Кленк успел завязать торговые сношения с восточными странами. В его свите было 53 человека, в том числе Ян Янсен Стрейс, писатель Адам Бесселс, сын Фредерика Койета Бальтазар (Balthasar Coyett), который оставил интересное описание пребывания посольства в России: «Voyagie van den Heere K. v. Klenk» (Амстердам, 1677).

## Биография
Конрад был одним из шести сыновей Георга Эверхарда Кленка (нидерл. Georg Everhard Klenck, 1580—1647) из Дилленбурга — вотчины графов Нассау. Голландский купец был единственным сыном Элизабет Шпикаст фон Вальтмансхаузен (нем. Elisabeth Spicast von Waltmannshausen) и Йохана фон Кленка (нидерл. Johann Von Klenck, 1580—1647), тайного советника на службе у графа Нассау-Дилленбургского (нем. Nassau-Dillenburg).
Параллельная ветвь Кленков из Нижней Саксонии с XV века владеет замком Хемельшенбург (нем. Hämelschenburg).
Отец Конрада в 1607 переехал в Амстердам, где поступил на службу к голландским купцам Марку Юслушу де Фогелару (нидерл. Marcus Juslusz de Vogelaer) и его брату Джасперу, имевшим большие интересы в России. После его смерти (1613 г.) он работал с сыном Маркуса — Мариушем Фогеларом. Согласно донесениям Исаака Массы (т. VIII, ст. 1128), Кленк вскоре «стал богатым и независимым» и пользовался расположением как Василия Шуйского, так и московского патриарха Филарета.
Георг Кленк женился 28 мая 1619 года на Гертруде Фензель (Geertruid Fenzel, также: Penzel), дочери немецкого купца Кармана Пензеля (Karman Penzel), который жил в Амстердаме. Она родила ему дочь и 6 сыновей, дворянство которых 27 июня 1668 года было признано грамотой императора Леопольда I, в том числе:
- Йоханнес Кленк[нидерл.] (Johannes van Klencke, 1620 −1672) в 1648 году стал профессором Athenaeum Illustre — легендарной школы, на базе которой будет создан Университет Амстердама;
- Герман ван Кленк, граф Одессе (Harman van Klenck van Odesse, 1621—1694) уехал в Ост-Индию, где служил налоговым юристом в Батавии. Дослужился до должности губернатора острова Формоза 1660. Был репатриирован как адмирал флота противника в 1663 году, позже вернулся в Ост-Индию и стал советникомм юстиции, а в 1690 году снова фискальным юристом. От трех браков у него было две дочери. Скончался в Батавии в 1694;
- Конрад ван Кленк (1628—1691);
- Элизабет (Elisabeth, 1630—1667) вышла в 1660 году замуж за английского купца, дворянина сэра Уильяма Дэвидсона (том I, ст. 689), жившего в Амстердаме — по этому поводу Джоан Блазиус (Joan Blasius) даже написал стихотворение[6];
- Эрнст (Ernst, р. 1633); женился в 1660 г. на Агнете де Карпентье, по поводу чего также есть стих Блазиуса[7]. Дети: Anna Maria, Elisabeth, Geertruida, Pieter, Ernst George;
- Марк (Marcus, р. 1635), купец в Амстердаме, 15 июля 1664 женился на Эстер Фогелар (Hester de Vogelaer, 1662—1665) из Амстердама, которая вскоре умерла; во втором браке (1673) с Кюриной ван Пьер (Quirina van de Perre, р. 1646) из Амстердама было 5 детей: Кюрина ван Кленк мл. (р. 1673), Конрад Жан (Coenraad Jean, 25 авг 1675)[8], Георг-Эверхарт (р.1679), Маркус ван Кленк мл. (р.1681) и Мария-Элизабет. Позднее Маркус уехал в Ост-Индию (где прожил, по крайней мере до 1692 г.).

## Торговый дом Кленков-Клинковых
Георг Кленк разбогател на экспорте в Европу рыбы и чёрной икры. Он получил от сменявших друг друга царей в дополнение к привилегии разрешение иметь собственный причал в Архангельске для разгрузки и погрузки товаров, прозванный «мостом Кленка», а также право платить только половину пошлины в их странах.

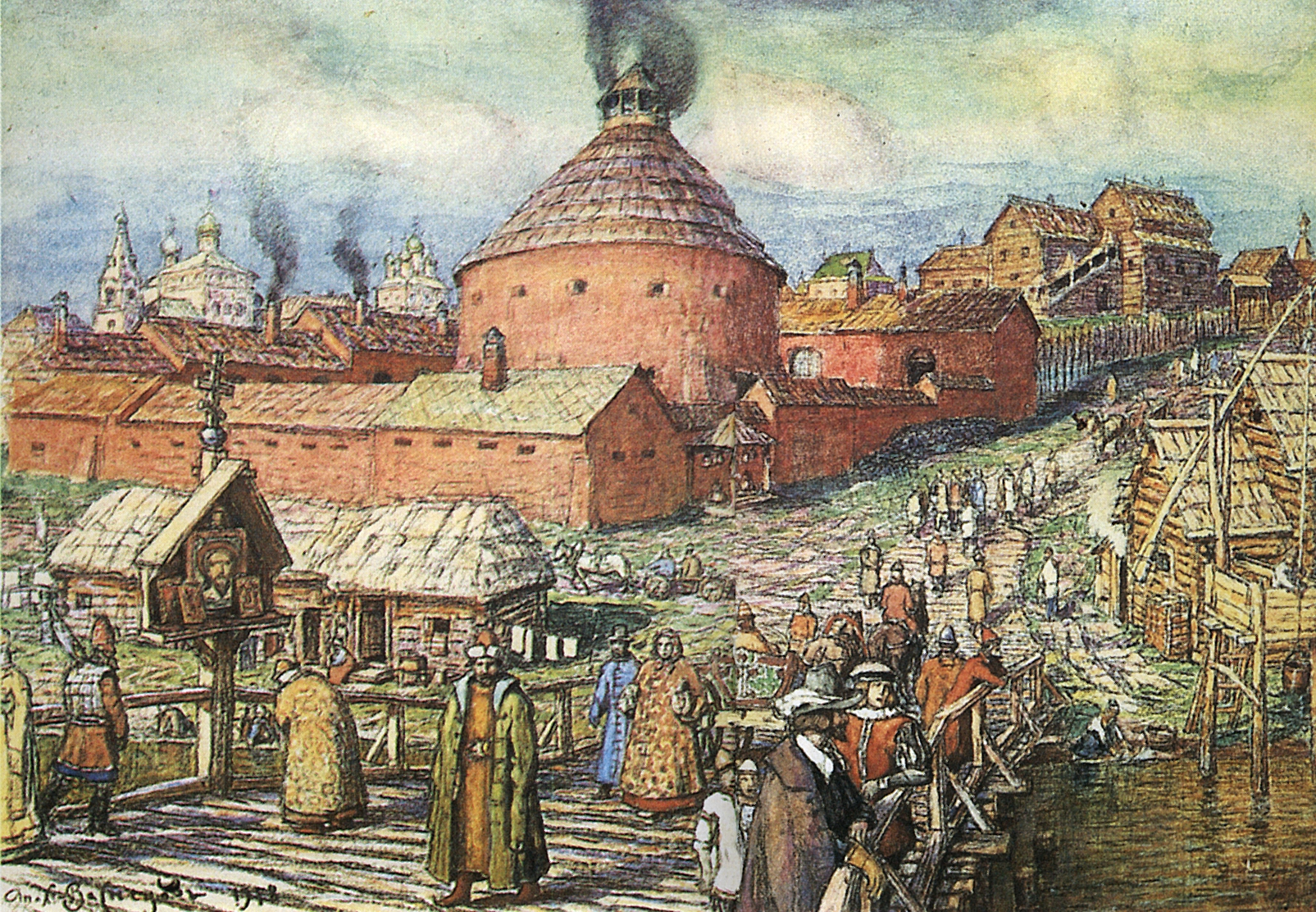
Романтичное изображение Москвы XVII века А.Васнецовым

### Совместный бизнес с потомками Фогеларов
Путь к процветанию был тернист и непрост: несколько раз он отправлял бондарей в Архангельск проследить, чтобы солёный лосось был профессионально упакован в бочки: самый толстый лосось посередине. Настойчивость и энергия партнеров за несколько лет сделали его одним из самых выдающихся Голландских домов в России; Компания Кленка и Фогелара открыла свои склады на Кольском полуострове в Лапландии, на Белом море в Архангельске и далее по Двине, в Холмогорах и Вологде, а также на улице Никольской в московском Китай-городе, где Кленка называли на русский лад: «Юрий Иванов, сын Клинков».
Во время «смутного времени» торговый дом понес серьёзные потери от разграбления и разрушения своих поселений в Москве и Вологде, а сам Кленк, который в это время ехал с товаром на корабле из Архангельска в Москву, едва не замерз под Тотмой близ Вологды, подвергнувшись нападению русской-литовской банды разбойников, которые «ограбили его товары, сожгли его корабль, схватили его товарищей, жестоко обращались с ним и бросили его умирать».
Вскоре после этого, после восшествия на престол царя Михаила Федоровича, примерно в 1613—1614 гг., де Фогелар и Кленк получили в качестве компенсации за понесенный ущерб привилегию свободной торговли по всей России и освобождение от всех пошлин сроком на три года. Обозначение де Фогелара и Кленка в российских правительственных документах как «гостей» (оптовиков), свидетельствует о масштабах их бизнеса.
Конкуренция между Кленком, Исааком Массой и Элиасом Трипом (Elias Trip) поездки и т. д. была очень жёсткой — периодически кто-то из них подкупал шкиперов, идущих в Архангельск и обратно, чтобы те не брали на борт почту или пассажиров их визави. Погода на рейде в Европу была суровой: к примеру, в декабре 1641 г. Кленку пришлось все бочки с малосольным лососем и часть ящиков с тюленьими шкурами выбросить за борт, иначе корабль затонул бы.
Помимо торговли, Кленк также занимался политикой: как и другие иностранные купцы, он поставлял информацию в канцелярию государства о положении дел за границей; эти отчеты до сих пор сохраняются и публикуются на русском языке.
В 1631 году ряд амстердамских купцов, в том числе Кленк, пожертвовали царю 100 000 гульденов на покупку оружия и вербовку солдат в его борьбе против католической Польши.
Скончавшись в 1647 году в Амстердаме, Георг Эверхард Клинк оставил после себя солидное наследство. Об этом говорят записи о покупке через года его вдовой и старшим сыном Йоханном 8 картин известных художников, в том числе Йорданса, которую они приобрели совместно с неким Дирком ван Дансом.

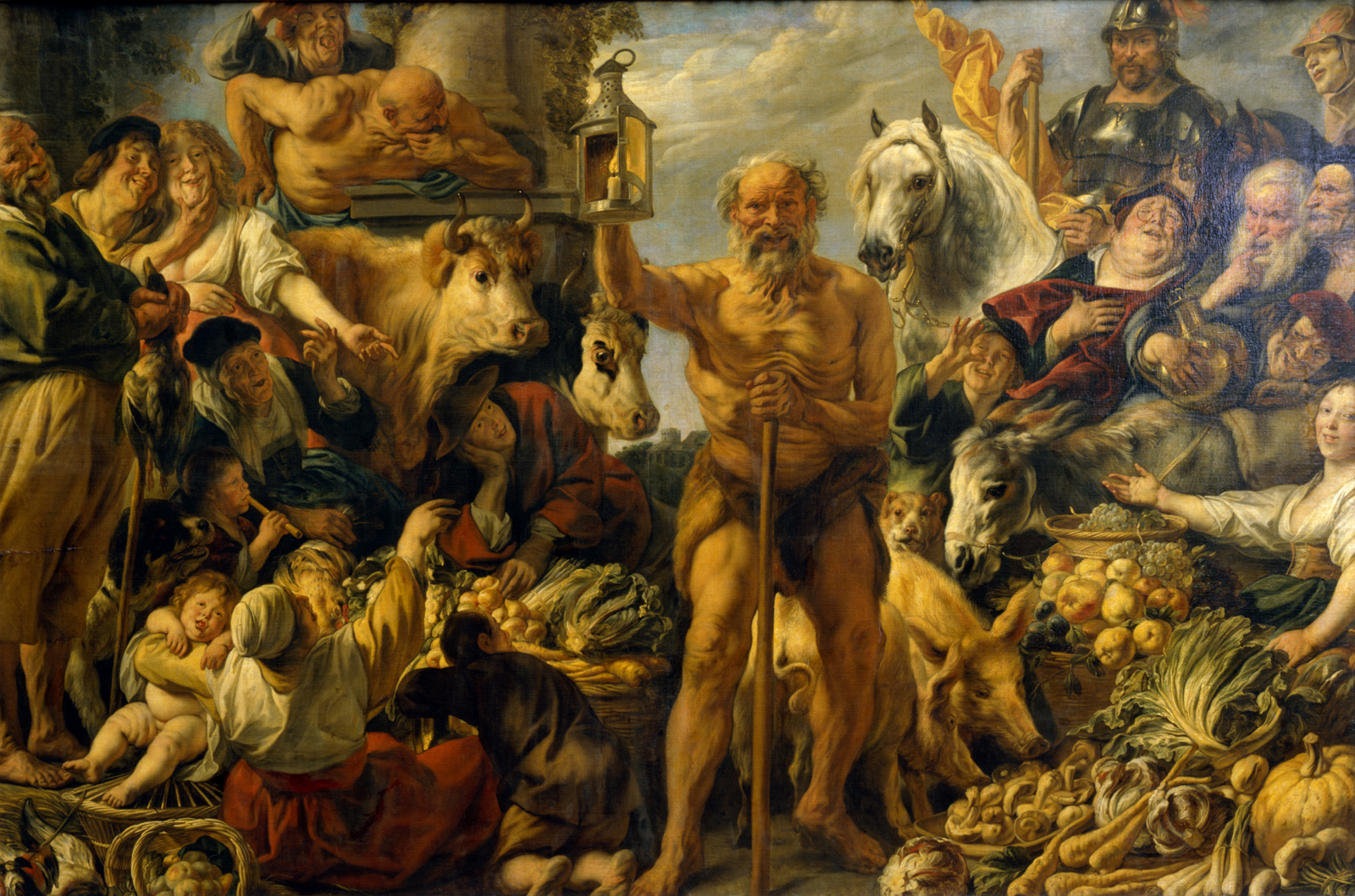
Выкупив долю у партнеров матери, Конрад Кленк стал единоличным владельцем картины Якоба Йорданса с Диогеном

### Московский купец
Спустя пять лет после смерти отца Конрад ван Кленк успешно заменил его в московском торговом доме. Уже с 1652 года он начал работать вместе с братьями де Фогелар и Даниэлем Жан Бернаром, отправляя в Европу ежегодно один-два корабля. В середине XVII века их торговые дома считались главными голландскими коммерческими учреждениями (фр. «comptoir») в России, имея монопольное право на торговлю с Европой юфтью («русской кожей»), коноплёй и дёгтем.
Ван Кленк принадлежал к разряду оптовых иностранных торговцев в России и пользовался личным расположением царя. Он знал русский язык и был лично знаком с ключевыми министрами царя. По мнению современников, он удачно соединил в себе качества купца и государственного деятеля.
Вернувшись из России около 1660 года, ван Кленк переехал в дом 96 Herengracht, ранее принадлежавший его отцу. Он стал регентом Палаты представителей (O.Z. Huiszittenhuis) и капитаном городской милиции.
С 1664 года он торговал в партнёрстве со своим младшим братом Маркусом, который женился Эстер Фогелер (Hester de Vogelaer, 1662—1665)
В 1666 году недавно основанная соляная компания в Дании, созданная его зятем Уильямом Дэвидсоном и Кортом Аделером, была конфискована. Затем ван Кленк взял на себя долю своего зятя, но так и не получил компенсации. 16 июня 1668 года Конрад выкупил у партнеров матери картину Йорданса.
15 сентября 1672 г. Ван Кленк был назначен штаттхолдером Нидерландов Виллемом III членом муниципального совета Амстердама. Этим назначением он был обязан покровительству тети принца — Альбертины Агнес (Albertina Agnes), вдовы принца Нассау-Дитц (Nassau-Dietz). Он занимал эту должность до самой смерти.
В 1674 году он стал олдерменом. Ван Кленк впоследствии был делегатом Генеральных Штатов Нидерландов, а осенью 1675 год — специальным послом Нидерландов в России. О предыдущей аналогичной миссии 1664-65 гг. Якоба Борейля известно из документов бургомистра Амстердама, управляющего Ост-Индской компании, дипломата Николааса Витсена, который по возвращении из Москвы опубликовал книгу «Путешествие в Московию» (Moscovische Reyse) и известную Карту Тартарии.

## Миссия Великого Посольства
Великий курфюрст Бранденбургский был важным игроком в голландской войне. Он не смог прийти на помощь своим союзникам в Республике, потому что на него с севера напала Швеция, которую он победил в битве при Фербеллине в июне 1675 года . У него было бы больше возможностей для манёвра, если бы Швеция была отвлечена на востоке войной с Россией.
Ван Кленк считался знатоком России, и в апреле его попросили отправиться с миссией к русскому царю Алексею Михайловичу. Он отбыл в конце июля со свитой из 53 человек, куда входили Ян Янсен Стройс, писатель Адам Бесселс, зять Жерара Рейнста и Бальтазар Койетт, сын Фредерика Койетта, который впоследствии написал легендарный отчёт об этом Посольстве. На борту у миссии Кленка было три экипажа и 28 лошадей. Путь Посольства из Архангельска в Москву по реке Вологда занял три месяца из-за морозов и подготовки к приёму. В конце января посольство было торжественно принято царём, который внезапно скончался несколько дней спустя. Трон унаследовал его искалеченный сын Фёдор III из России, сводный брат Петра I.
По словам Ван Диллена, Ван Кленк сыграл важную, но слишком малоизвестную роль в голландско-российских отношениях. И хотя ему не удалось убедить Россию начать войну со Швецией и получить разрешение на перевозку шёлка-сырца из Персии в Архангельск, миссия была успешной. Русские не были очарованы этим планом, но в то время в Амстердаме обосновалось некоторое количество армян.
По возвращении из России Ван Кленк участвовал в 1683 году в создании Суринамского общества. Он возглавлял компанию из девяти человек, в которую входили Гиллис Саутин, Жоан де Фрис, Стефанус Пелгром, Филип ван Халтен, Корнелис ван Арссен, Корнелис Валькениер, Исаак ван Хёвель и Паулюс Годен. Ван Кленк возглавлял компанию в первый год её существования, и его сменил Якоб Борель. Он оставался её директором до самой смерти.

## Семья
- В 1656 году Конрад женился на Мартине Рипмейкер, жившей по адресу Singel 138 в бывшем доме Рема Бишопа . В 1668 году он снова женился на Джудит ван Сон.
- Его портрет написал Николас Маес.
- Брат Конрада Герман ван Кленк ван Одессен был прислан Ост-Индской компанией на смену Фредерику Койэтту на посту губернатора о. Формоза. По прибытии ему стало известно, что Форт Zeelandia (Тайвань) был окружён по Koxinga. Увидев критическое положение острова, он так и не сошёл на берег, отправив своего подчинённого с заявлением об отставке Койетта, и вернулся в Батавию. В знак благодарности за сохранённую репутацию, он позднее составил протекцию Койэтту-младшему, познакомив его с братом Конрадом. Тот включил Бальтазара Койэтта в Посольство Генеральных Штатов в Москву, благодаря чему амстердамский купец написал и опубликовал известные записки «Посольства Кунраада Кленка…»

## Труды
- Исторический отчёт или описание путешествия, совершенного в сюите лорда Конрада ван Кленка и т. Д. Амстердам, Ян Клаес. тен Хорн, 1677.
- Путешествие под свитой месье Конрада ван Кленка, чрезвычайного посла Генеральных штатов и принца Оранского, к Его Величеству Заару в Москве, описанное одним из его представителей. Люкс. amst. 1677. (С гравюрами Ромейна де Хога .)
- «Voyagie van den Heere Koenraad van Klenk, extraordinaris ambassadeur van haer Ho : Mo: aen Zyne Zaarsche Majesteyt van Moscovien» (Амстердам, 1677).
- исторического рассказа «Посольство Кунраада фан-Кленка к царям Алексею Михайловичу и Феодору Алексеевичу».